# کونکالاگالا
کونکالاگالا (به لاتین: Konkalagala) یک منطقهٔ مسکونی در سری‌لانکا است که در استان مرکزی (سری‌لانکا) واقع شده‌است.